# Siêu cúp bóng đá châu Âu 2015
Siêu cúp châu Âu 2015 là trận đấu bóng đá giữa các đội bóng Tây Ban Nha Barcelona và Sevilla vào ngày 11 tháng 8 năm 2015 tại Boris Paichadze Dinamo Arena ở Tbilisi, Gruzia. Đó là trận Siêu cúp bóng đá châu Âu lần thứ 40, một trận đấu thường niên được tranh tài bởi nhà vô địch UEFA Champions League và UEFA Europa League. Barcelona đã góp mặt ở Siêu cúp lần thứ chín, trước đó họ đã từng bốn lần chiến thắng và thất bại trong trận đấu này. Sevilla đã lần thứ tư góp mặt tại giải đấu này, họ thắng một và thua hai lần. Hai đội đã gặp nhau trước đây trong trận đấu năm 2006, khi Sevilla thắng 3–0.
Các đội đã đủ điều kiện tham dự cuộc thi bằng cách giành chức vô địch trong hai giải đấu châu Âu trong mùa giải. Barcelona đã vô địch UEFA Champions League 2014–15, đánh bại đội bóng Ý Juventus 3–1 trong trận chung kết. Sevilla vượt qua vòng loại với tư cách là đội vô địch UEFA Europa League 2014–15. Họ đánh bại đội bóng Ukraina Dnipro 3–2 trong trận chung kết.
Barcelona đã thắng trận 5–4 sau hiệp phụ để giành danh hiệu Siêu cúp thứ năm, cân bằng kỷ lục của Milan. Lần tham dự Siêu cúp thứ chín của họ cũng là một kỷ lục, hơn Milan hai trận. Dani Alves lần thứ tư giành Siêu cúp và lần thứ năm góp mặt cân bằng với kỷ lục của Paolo Maldini, trong khi Luis Enrique trở thành người thứ tư nâng Siêu cúp châu Âu với tư cách là huấn luyện viên và cầu thủ sau Pep Guardiola, Carlo Ancelotti và Diego Simeone. Chín bàn thắng được ghi cũng là nhiều nhất trong bất kỳ trận tranh Siêu cúp nào và 51.940 khán giả tham dự là kỷ lục cho một trận Siêu cúp UEFA diễn ra một lần tại địa điểm trung lập.

## Địa điểm

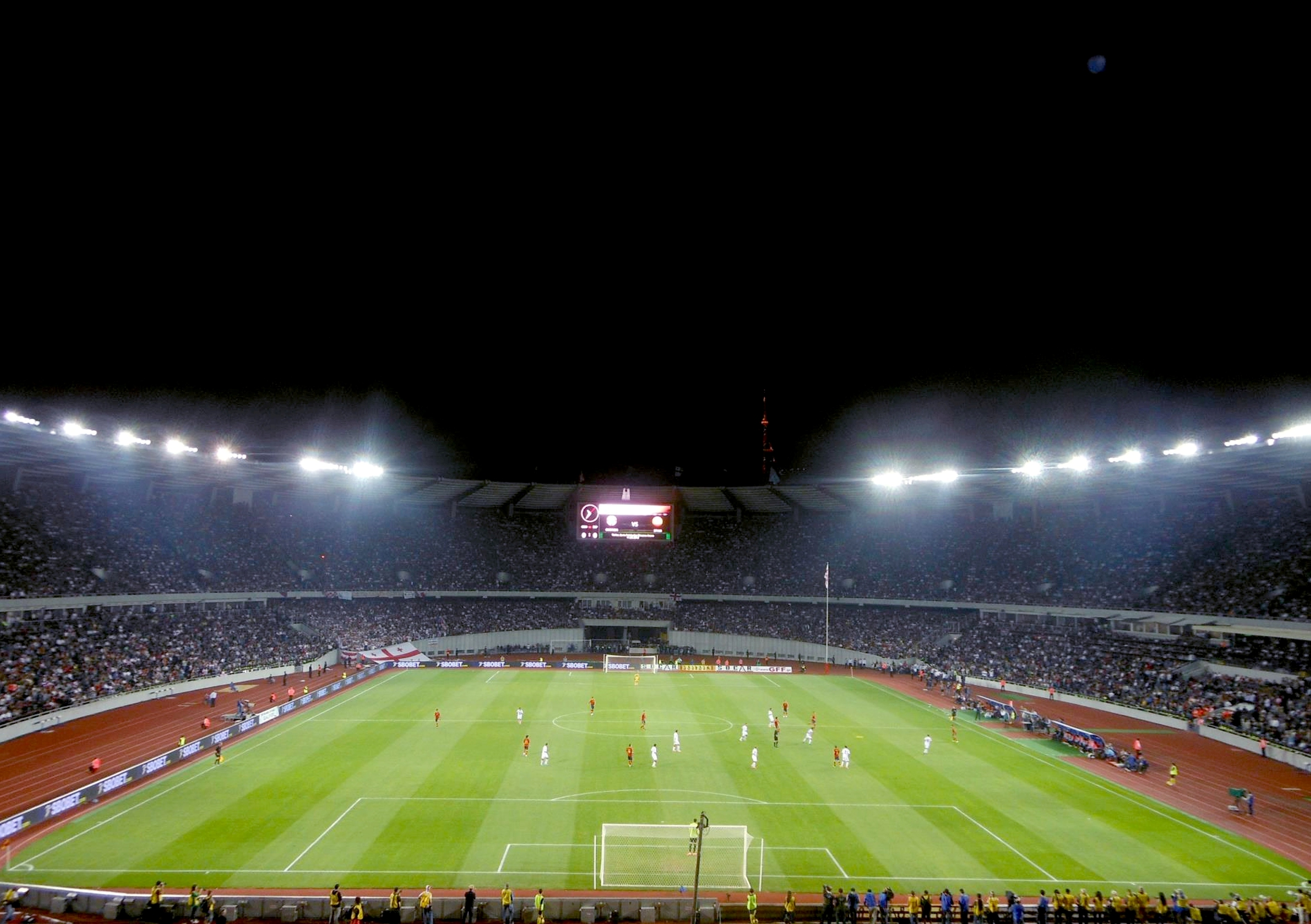
Boris Paichadze Dinamo Arena ở Tbilisi, Gruzia, là nơi tổ chức trận đấu.

Sân vận động Mikheil Meskhi ban đầu được công bố là địa điểm diễn ra trận Siêu cúp tại cuộc họp Ủy ban điều hành UEFA vào ngày 5 tháng 3 năm 2014, nhưng địa điểm đã được đổi sang Boris Paichadze Dinamo Arena. Đây là trận Siêu cúp châu Âu đầu tiên được tổ chức tại Gruzia. Boris Paichadze Dinamo Arena được xây dựng vào năm 1976 và được cải tạo vào năm 2011. Đây là sân nhà của Đội tuyển bóng đá quốc gia Gruzia và FC Dinamo Tbilisi.

## Các đội bóng
| Đội       | Tư cách vượt qua vòng loại            | Những lần tham gia trước đó (in đậm cho biết năm vô địch) |
| --------- | ------------------------------------- | --------------------------------------------------------- |
| Barcelona | Vô địch UEFA Champions League 2014–15 | 1979, 1982, 1989, 1992, 1997, 2006, 2009, 2011            |
| Sevilla   | Vô địch UEFA Europa League 2014–15    | 2006, 2007, 2014                                          |

## Trận đấu

### Tổng quan

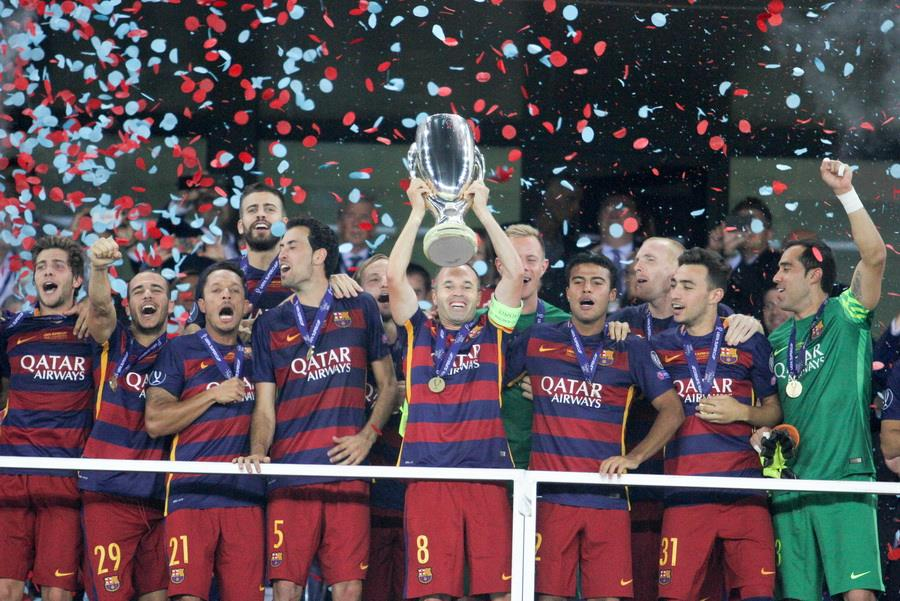
Barcelona nâng cao danh hiệu UEFA Super Cup sau khi đánh bại Sevilla trong trận chung kết.

Sevilla vượt lên dẫn trước ở phút thứ ba nhờ một quả đá phạt trực tiếp từ Éver Banega, khi José Antonio Reyes bị phạm lỗi bởi Javier Mascherano. Barcelona gỡ hòa theo cách tương tự bốn phút sau đó, khi Lionel Messi ghi bàn từ một quả phạt trực tiếp sau pha phạm lỗi của Grzegorz Krychowiak với Luis Suárez, và sau đó vượt lên dẫn trước nhờ một quả đá phạt khác của Messi ở phút thứ 16, sau khi Banega phạm lỗi với cựu tiền vệ Sevilla Ivan Rakitić. Suárez đã có một bàn thắng bị từ chối vì lỗi việt vị ngay sau đó, nhưng Rafinha đã ghi bàn nâng tỉ số lên 3–1 cho Barcelona trong hiệp một, trượt vào từ cự ly gần sau khi nỗ lực của Suárez bị cản phá bởi Beto.
Suárez ghi bàn vào đầu hiệp hai, được kiến tạo bởi đường chuyền của Sergio Busquets sau khi tiền vệ này chặn đường chuyền trong phần sân của Sevilla, nhưng Reyes đã gỡ hòa cho Sevilla năm phút sau đó, sau đường chuyền của Vitolo. Ở phút thứ 72, Vitolo bị Jérémy Mathieu phạm lỗi trong vòng cấm Barcelona, và Kevin Gameiro thực hiện thành công quả phạt đền để ghi bàn nâng tỷ số tỷ số 4–3. Khi trận đấu còn 10 phút, hai cầu thủ vào sân thay người của Sevilla đã phối hợp để ghi bàn gỡ hòa khi Ciro Immobile chuyền bóng qua khu vực khung thành cho Yevhen Konoplyanka ghi bàn. Messi suýt có hat-trick từ chấm đá phạt ở phút 89, nhưng nỗ lực của anh lại đi vọt xà ngang.
Barcelona đưa Pedro vào thay Mascherano khi bắt đầu hiệp phụ. Khi còn năm phút thi đấu ở hiệp phụ thứ hai, anh đã bật lên từ một quả đá phạt khác của Messi để đưa Barcelona vượt lên dẫn trước, giống như anh đã làm trước Shakhtar Donetsk năm 2009. Adil Rami đã có một nỗ lực ghi bàn từ rìa vòng cấm ở phút bù giờ ở cuối hiệp phụ, nhưng anh đã bỏ lỡ và Barcelona đã giành được Siêu cúp lần thứ năm kỷ lục. Với 9 bàn thắng được chia cho cả hai đội, đây là trận Siêu cúp có số bàn thắng nhiều nhất.

### Chi tiết
| Barcelona                                               | 5–4 (s.h.p.) | Sevilla                                                         |
| ------------------------------------------------------- | ------------ | --------------------------------------------------------------- |
| - Messi 7', 16' - Rafinha 44' - Suárez 52' - Pedro 115' | Chi tiết     | - Banega 3' - Reyes 57' - Gameiro 72' (ph.đ.) - Konoplyanka 81' |

| Barcelona | Sevilla |

| GK               | 1  | Marc-André ter Stegen |      |     |
| RB               | 6  | Dani Alves            | 120' |     |
| CB               | 3  | Gerard Piqué          |      |     |
| CB               | 14 | Javier Mascherano     |      | 93' |
| LB               | 24 | Jérémy Mathieu        | 71'  |     |
| RM               | 4  | Ivan Rakitić          |      |     |
| CM               | 5  | Sergio Busquets       | 117' |     |
| LM               | 8  | Andrés Iniesta (c)    |      | 63' |
| RF               | 10 | Lionel Messi          |      |     |
| CF               | 9  | Luis Suárez           |      |     |
| LF               | 12 | Rafinha               |      | 78' |
| Dự bị:           |    |                       |      |     |
| GK               | 13 | Claudio Bravo         |      |     |
| DF               | 15 | Marc Bartra           |      | 78' |
| DF               | 21 | Adriano               |      |     |
| MF               | 20 | Sergi Roberto         |      | 63' |
| FW               | 7  | Pedro                 | 94'  | 93' |
| FW               | 29 | Sandro                |      |     |
| FW               | 31 | Munir                 |      |     |
| Huấn luyện viên: |    |                       |      |     |
| Luis Enrique     |    |                       |      |     |

| GK               | 13 | Beto                   |       |     |
| RB               | 23 | Coke                   | 87'   |     |
| CB               | 3  | Adil Rami              |       |     |
| CB               | 4  | Grzegorz Krychowiak    | 14'   |     |
| LB               | 2  | Benoît Trémoulinas     |       |     |
| CM               | 7  | Michael Krohn-Dehli    | 120'  |     |
| CM               | 19 | Éver Banega            | 90+2' |     |
| RM               | 10 | José Antonio Reyes (c) |       | 68' |
| AM               | 8  | Vicente Iborra         |       | 80' |
| LM               | 20 | Vitolo                 |       |     |
| CF               | 9  | Kevin Gameiro          |       | 80' |
| Dự bị:           |    |                        |       |     |
| GK               | 1  | Sergio Rico            |       |     |
| DF               | 25 | Mariano                |       | 80' |
| MF               | 12 | Gaël Kakuta            |       |     |
| MF               | 16 | Luismi                 |       |     |
| MF               | 17 | Denis Suárez           |       |     |
| MF               | 22 | Yevhen Konoplyanka     |       | 68' |
| FW               | 11 | Ciro Immobile          | 92'   | 80' |
| Huấn luyện viên: |    |                        |       |     |
| Unai Emery       |    |                        |       |     |

| Cầu thủ xuất sắc nhất trận: Lionel Messi (Barcelona) Trợ lý trọng tài: Damien MacGraith (Cộng hòa Ireland) Francis Connor (Scotland) Trọng tài thứ tư: Graham Chambers (Scotland) Trợ lý trọng tài bổ sung: Bobby Madden (Scotland) Kevin Clancy (Scotland) | Luật trận đấu - 90 phút - 30 phút hiệp phụ nếu cần - Đá luân lưu nếu tỷ số vẫn hòa - Bảy cầu thủ dự bị, trong đó có thể sử dụng tối đa ba quyền thay người |

### Thống kê
| Thống kê       | Barcelona | Sevilla |
| -------------- | --------- | ------- |
| Bàn thắng      | 3         | 1       |
| Tổng cú sút    | 8         | 6       |
| Sút trúng đích | 5         | 2       |
| Cứu thua       | 1         | 2       |
| Kiểm soát bóng | 63%       | 37%     |
| Phạt góc       | 4         | 2       |
| Phạm lỗi       | 4         | 7       |
| Việt vị        | 1         | 2       |
| Thẻ vàng       | 0         | 1       |
| Thẻ đỏ         | 0         | 0       |

| Thống kê       | Barcelona | Sevilla |
| -------------- | --------- | ------- |
| Bàn thắng      | 1         | 3       |
| Tổng cú sút    | 10        | 8       |
| Sút trúng đích | 3         | 3       |
| Cứu thua       | 0         | 2       |
| Kiểm soát bóng | 57%       | 43%     |
| Phạt góc       | 1         | 2       |
| Phạm lỗi       | 11        | 7       |
| Việt vị        | 1         | 1       |
| Thẻ vàng       | 1         | 2       |
| Thẻ đỏ         | 0         | 0       |

| Thống kê       | Barcelona | Sevilla |
| -------------- | --------- | ------- |
| Bàn thắng      | 1         | 0       |
| Tổng cú sút    | 6         | 3       |
| Sút trúng đích | 2         | 1       |
| Cứu thua       | 1         | 1       |
| Kiểm soát bóng | 68%       | 32%     |
| Phạt góc       | 3         | 0       |
| Phạm lỗi       | 5         | 7       |
| Việt vị        | 1         | 1       |
| Thẻ vàng       | 3         | 2       |
| Thẻ đỏ         | 0         | 0       |

| Thống kê       | Barcelona | Sevilla |
| -------------- | --------- | ------- |
| Bàn thắng      | 5         | 4       |
| Tổng cú sút    | 24        | 17      |
| Sút trúng đích | 10        | 6       |
| Cứu thua       | 2         | 5       |
| Kiểm soát bóng | 62%       | 38%     |
| Phạt góc       | 8         | 4       |
| Phạm lỗi       | 20        | 21      |
| Việt vị        | 3         | 4       |
| Thẻ vàng       | 4         | 5       |
| Thẻ đỏ         | 0         | 0       |

## Đài truyền hình
Trận đấu được phát sóng trên beIN Sports ở Tây Bân Nha.